# Malaysian Women's Open 1993
Il Malaysian Women's Open 1993 è stato un torneo di tennis giocato sul cemento indoor. È stata la 2ª edizione del Malaysian Women's Open, che fa parte della categoria Tier IV nell'ambito del WTA Tour 1993. 
Si è giocato a Kuala Lumpur in Malaysia, dal 19 al 25 aprile 1993.

## Campionesse

### Singolare
Nicole Bradtke ha battuto in finale  Ann Grossman con il punteggio di 6–3, 6–2

### Doppio
Patty Fendick /  Meredith McGrath hanno battuto in finale  Nicole Arendt /  Kristine Kunce con il punteggio di 6–4, 7–6(2)